# Yanji (häradshuvudort i Kina, Henan Sheng, lat 33,97, long 116,45)
Yanji (kinesiska: 演集, 演集镇) är en häradshuvudort i Kina. Den ligger i provinsen Henan, i den centrala delen av landet, omkring 270 kilometer öster om provinshuvudstaden Zhengzhou. Antalet invånare är 142 880. Befolkningen består av 68 188 kvinnor och 74 692 män. Barn under 15 år utgör 17,0 %, vuxna 15-64 år 77 %, och äldre över 65 år 5,0 %.
Runt Yanji är det tätbefolkat, med 550 invånare per kvadratkilometer. Det finns inga andra samhällen i närheten. Trakten runt Yanji består till största delen av jordbruksmark.
Genomsnittlig årsnederbörd är 1 070 millimeter. Den regnigaste månaden är juli, med i genomsnitt 212 mm nederbörd, och den torraste är januari, med 14 mm nederbörd.